# Georg Aenotheus Koch
Georg Aenotheus Koch (* 15. November 1802 in Drebach; † 9. Juli 1879 in Leipzig) war ein deutscher Klassischer Philologe, Lexikograf und Gymnasiallehrer.

## Leben
Koch, Sohn des evangelischen Pfarrers Johann Georg Gottfried Koch (1754–1822) aus dem erzgebirgischen Drebach, wurde zunächst von seinem Vater unterrichtet. Danach besuchte er das Lyzeum in Chemnitz und studierte ab 1823 Evangelische Theologie und Klassische Philologie bei Gottfried Hermann und Christian Daniel Beck an der Universität Leipzig. 1825 wurde er zum Dr. phil. promoviert. Er arbeitete als Schriftsteller und ab Jahr 1831 als Lehrer (später zum Professor ernannt) an der Thomasschule zu Leipzig. Von 1862 bis 1867 war er Konrektor.
Neben zahlreichen Klassikerausgaben widmete er sich vor allem der Lexikografie zu einzelnen Autoren (Horaz, Cornelius Nepos, Velleius Paterculus, Vergil) und der Arbeit an Großprojekten wie dem Gradus ad Parnassum, dem Deutsch-lateinischen vergleichenden Wörterbuch der alten, mittleren und neuen Geographie (Leipzig 1835) und dem Lateinisch-deutschen Handwörterbuch, dessen erste drei Auflagen (Philipp Reclam, Leipzig 1854–65) er erlebte.
Sein Bestreben war es, die Schulen des hellenistischen Königreiches mit Büchern zu versorgen. Dafür wurde er von König Otto von Griechenland mit dem Ritterkreuz des Erlöser-Ordens ausgezeichnet.